# 牛泉 (亞利桑那州)
牛泉（英語：Cow Springs）是位於美國亞利桑那州可可尼諾縣的一個非建制地區。該地的面積和人口皆未知。

## 地理
牛泉的座標為36°24′47″N 110°49′21″W / 36.41306°N 110.82250°W，而該地的平均海拔高度為1787米（即5863英尺）。